# 上皮性腫瘍
上皮性腫瘍（じょうひせいしゅよう）は、腫瘍の中でも上皮にできる腫瘍である。

## 分類
- 良性腫瘍
  - 乳頭腫
  - 腺腫
  - 嚢腫
  - 扁平上皮腫
  - 移行上皮腫
  - 肝細胞腫
- 悪性腫瘍
  - 癌腫（悪性上皮性腫瘍）
    - 扁平上皮癌
    - 未分化癌
    - 腺癌
    - 移行上皮癌
    - 肝細胞癌
    - カルチノイド